# Пресняков, Алексей Михайлович
Алексей Михайлович Пресняков (1930, Кизлярский район, Дагестанская АССР — 1995, Калининград, Россия) — советский хозяйственный, государственный и политический деятель, Герой Социалистического Труда.

## Биография
Родился в 1930 году в селе Старый Терек. Член КПСС.
С 1949 года — на хозяйственной, общественной и политической работе. 
В 1949—1988 гг. — матрос, мастер по добыче рыбы на крпупнотоннажных рыбопромысловых судах Управления экспедиционного лова «Запрыбхолодфлот»/Калининградской базы тралового флота, участник в подготовке специалистов рыбной промышленности Ганы, старший мастер по добыче рыбы большого морозильного рыболовного траулера «Хрусталь».
Указом Президиума Верховного Совета СССР от 23 января 1974 года присвоено звание Героя Социалистического Труда с вручением ордена Ленина и золотой медали «Серп и Молот».
Избирался депутатом Верховного Совета РСФСР 10-го созыва.
Живёт в Калининграде. Умер в 1995 году.